# Peter Hahn (Unternehmen)
Die Peter Hahn GmbH ist ein Versandhandelsunternehmen mit Sitz im schwäbischen Winterbach für das gehobene Qualitäts- und Preissegment. Es vertreibt überwiegend Damenmode aus Naturfasern. Zusätzlich zur Versandzentrale werden hauptsächlich im südwestdeutschen Raum mehrere Modehäuser unterhalten. Das Unternehmen gehört zur TriStyle Holding. Diese war, nachdem Peter Hahn aus dem insolventen Arcandor-Konzern, besser bekannt als KarstadtQuelle, herausgelöst wurde, zunächst ein Gemeinschaftsunternehmen von Unternehmer Klaus Wirth und der Primondo Specialty Group. 2015 übernahm das Private-Equity-Unternehmen Equistone die Mehrheit an TriStyle, das Management die restlichen Anteile.
Peter Hahn GmbH beschäftigt über 1000 Mitarbeiter und ist in Deutschland und der Schweiz mit Filialen sowie per landessprachlichem Onlineshop in Deutschland, Schweiz, Österreich, den Niederlanden und Belgien tätig. 
Am 23. Oktober 2023 stellte die Firma einen Antrag auf ein Schutzschirm-Insolvenzverfahren.

## Gründung und Unternehmensgeschichte
Im Jahr 1960 wurde die Peter-Hahn-Gesellschaft für den Vertrieb von Reformhausprodukten von dem Ehepaar Margrit und Peter Hahn in Bad Niedernau gegründet. Im Jahr 1964 wurde die Peter Hahn GmbH & Co in Winterbach gegründet. Das Unternehmen war erfolgreich mit dem Vertrieb von Lamahaarmänteln und Decken über den Versandhandel sowie auf Modetourneen. 
1969 wurde die Schweizer Tochtergesellschaft in Frauenfeld gegründet, ein Jahr später auch ein Modehaus. 
1971 wurde das Verkaufssortiment erweitert. Hinzu kamen der Vertrieb von Bekleidung aus Naturfasern, Möbeln, Haushaltswaren, Schmuck und Gartenartikeln. 1978 wurde der Neubau der Versandzentrale in Winterbach fertiggestellt. Mittlerweile wurden 400 Mitarbeiter beschäftigt. 
Im Jahr 1980 übernahm die Horten AG das Unternehmen. Als 1987 die Quelle AG neuer Gesellschafter des Unternehmens wurde, wurden die Aktivitäten auf den Versandhandel konzentriert, nur vier Modehäuser werden fortgeführt. 
1991 startete Peter Hahn in Frankreich. Ebenfalls wurden die Gebäude für Lager und Versand erweitert. 1994 wurde auch erstmals Österreich beliefert. Ab 1996 wurde die Direktlogistik für die Auslandsgesellschaften eingeführt. 
1999 wurden Peter Hahn, Atelier Goldner Schnitt und Madeleine als Spezialversender unter einer eigenen Holding geführt. 2000 begann die niederländische Tochtergesellschaft mit dem Vertrieb. 2001 kam Belgien als neues Land hinzu und in Deutschland begann der Vertrieb über den Internetshop. 2002 starteten die Tochtergesellschaften in Dänemark und Finnland. 2006 begann das Unternehmen den Vertrieb in Großbritannien. 2008 expandierte man nach Schweden. 
2009 wurde Peter Hahn beim Deutschen Versandhandelskongress mit dem Titel „Versender des Jahres 2009“ ausgezeichnet.
Ab 2020 beschloss Peter Hahn eine Neuaufstellung und Refinanzierung des Unternehmens mit neuen Investoren und beschloss Ende 2023 die Umsetzung im Rahmen des Schutzschirm-Insolvenzverfahrens zu vollziehen. Das Insolvenzverfahren konnte nach erfolgreicher Sanierung am 29. Dezember 2024 beendet werden.

## Filialen
Das Unternehmen unterhält über 16 Filialen in Deutschland und der Schweiz.

## Sponsoring
Auf einer zum Areal des Unternehmens zugehörigen Wiese am Stammsitz findet alle zwei Jahre das Winterbach Zeltspektakel statt, das von Peter Hahn als Sponsor unterstützt wird.